# Hoplophthiracarus insularis
Hoplophthiracarus insularis is een mijtensoort uit de familie van de Phthiracaridae. De wetenschappelijke naam van de soort is voor het eerst geldig gepubliceerd in 2006 door Aoki.